# در ذهنم می‌رقصم
« در ذهنم می‌رقصم» تک‌آهنگی از هنرمند اهل کانادا سلین دیون است که در مارس ۱۹۹۲ منتشر شد.